# Tetraponera angusta
Tetraponera angusta är en myrart som först beskrevs av Arnold 1949.  Tetraponera angusta ingår i släktet Tetraponera och familjen myror. Inga underarter finns listade i Catalogue of Life.